# Flanchis
Flanchis ist ein französischer Begriff, der in der Heraldik kleine Andreaskreuze mit sehr schmalen Armen bezeichnet und auch in der niederländischen Wappenkunde verbreitet ist. Bekannt ist das so benannte Andreaskreuz im Wappen von Amsterdam, in dem  drei Kreuze  pfahlweise angeordnet sind. Auch im Wappen und der Flagge von Breda und Bergen op Zoom sind die Kreuze recht schmal gehalten. Das Wappen von Bergen op Zoom zeigt als Schildhalter zwei Wilde Männer sowie einen Dreiberg. Die Gemeinde Amstelveen hat Flanchis nicht nur im Wappen, sondern auch in der Flagge.

Flanchis im Wappen von Amsterdam
Bergen op Zoom
Amstelveen
Hendrik-Ido-Ambacht
Spijkenisse
Nissewaard